# Cine de Venezuela

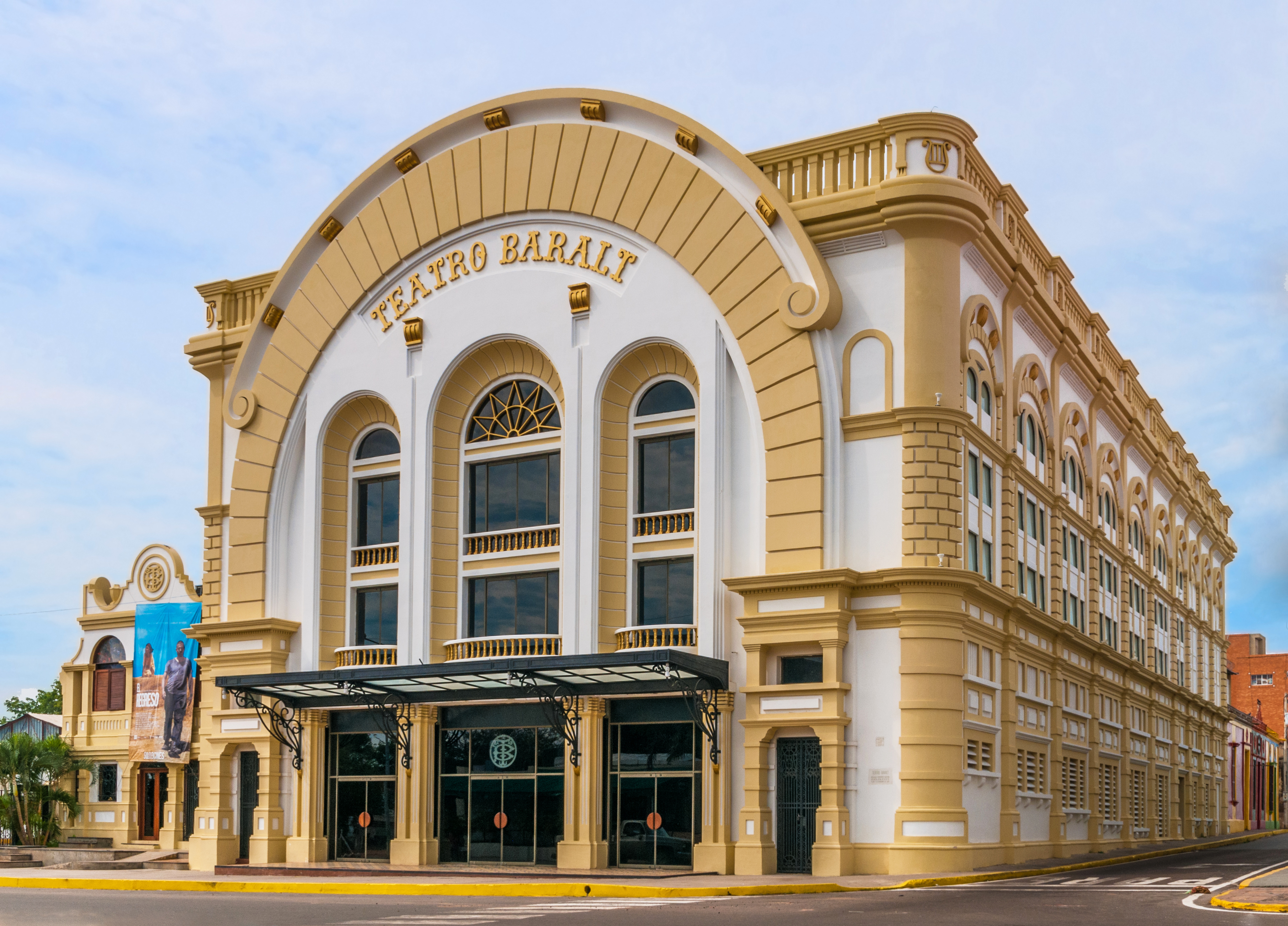
Las primeras películas realizadas en Venezuela fueron estrenadas en el Teatro Baralt.

El Cine de Venezuela se remonta a finales del siglo XIX y es uno de los más destacados del cine latinoamericano. El cine venezolano ha cosechado numerosos premios entre los que se encuentran el premio Caméra d'Or en el Festival de Cannes por Oriana (1985) de Fina Torres, el León de Oro del Festival de Venecia por Desde allá (2015) de Lorenzo Vigas, la Concha de Oro del Festival de San Sebastián por Pelo Malo (2013) de Mariana Rondón, así como otros numerosos galardones internacionales: los Premios FIPRESCI, el Grand Prix Technique, los Premios Goya, en el Festival de Cannes, en el Festival de Cine de Moscú o en el Festival Internacional del Nuevo Cine Latinoamericano de La Habana, entre otros.
Las películas más taquilleras del cine venezolano son El Exorcismo de Dios (2022), de Alejandro Hidalgo (2.1 millones de espectadores a nivel internacional), Papita, maní, tostón (2013), de Luis Carlos Hueck (1,9 millones), Homicidio culposo (1983), de César Bolívar (1,3 millones), Macu, la mujer del policía (1987), de Solveig Hoogesteijn (1,1 millones), Papita 2da base (2017), de Hueck (1 millón) y Secuestro express (2005), de Jonathan Jakubowicz (900 mil) y La Hora Cero (900 mil) de Diego Velasco.
Entre los clásicos del cine venezolano encontramos películas como El pez que fuma (1977) de Román Chalbaud, País portátil (1979) de Iván Feo, Araya (1959) de Margot Benacerraf, Pequeña revancha (1985) de Olegario Barrera, La casa de agua (1983) de Jacobo Penzo, La escalinata (1950) de César Enriquez y La Balandra Isabel llegó esta tarde (1950) de Carlos Hugo Christensen.

## Historia

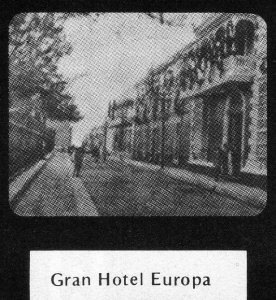
Cuadro de "Un célebre especialista sacando muelas en el Gran Hotel Europa", estrenado el 28 de enero de 1897.

### sigloXIXy primera década delsigloXX: inicios
Las primeras películas realizadas en Venezuela fueron estrenadas el 28 de enero de 1897, en el Teatro Baralt de Maracaibo.El aparato empleado fue el Vitascopio de Edison, el cual había sido adquirido por Luis Manuel Méndez en la ciudad de Nueva York. Méndez contrató a Manuel Trujillo Durán para que operara el mencionado aparato. Las primeras películas realizadas en Venezuela fueron: Un célebre especialista sacando muelas en el Gran Hotel Europa, y Muchachos bañándose en la laguna de Maracaibo; ambas estrenadas el 28 de enero de 1897, en el Teatro Baralt de Maracaibo, y cuya realización le ha sido atribuida al mismo Manuel Trujillo Durán. En este mismo año, otros pioneros del cine como Ricardo Rouffet y Carlos Ruiz Chapellín realizan algunos cortometrajes en la ciudad de Caracas.

### Décadas de 1910 y 1920: primeros largometrajes

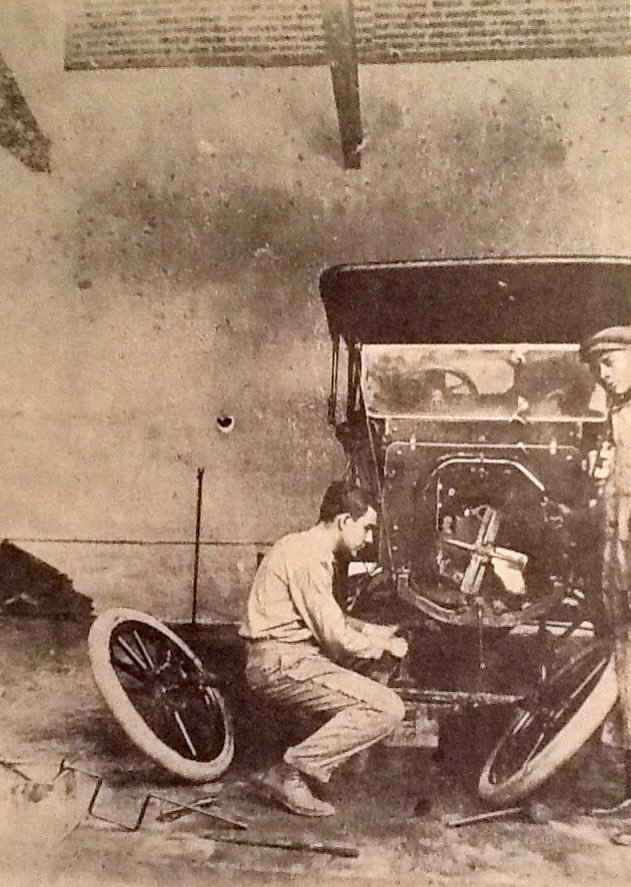
Edgar J. Anzola.

En 1916, Enrique Zimmerman y Lucas Manzano realizan la primera película larga de ficción de la cual se tiene registro: La Dama de las Cayenas o Pasión y muerte de Margarita Gutiérrez. Ocho años después, en 1924, se filma La Trepadora, de Edgar J. Anzola y Jacobo Capriles, adaptación de la novela homónima de Rómulo Gallegos.
Hacia finales de los años 20, la actividad cinematográfica repunta cuando el presidente Juan Vicente Gómez instala los Laboratorios Nacionales del Ministerio de Obras Públicas en la ciudad de Maracay. Igualmente, en Barquisimeto, Amábilis Cordero funda los Estudios Cinematográficos Lara. Con la salida de diversos noticieros y revistas, el cine nacional comienza a verse regularmente en las pantallas del país.

### Décadas de 1930 y 1940: el cine sonoro

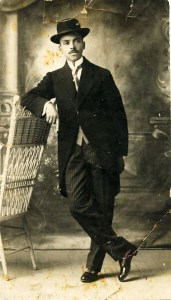
Lucas Manzano.

En 1931en Laboratorios Nacionales se hicieron algunos intentos de sonido con la película La Venus de Nácar (1931) dirigida por Efraín Gómez estrenada en el Teatro Ateneo de Maracay. Gómez también daría sonido a la película de animación La danza de los esqueletos 1934 de Herbert Weisz. Sin embargo, no sería hasta 1938 con el estreno del cortometraje Taboga que se puede hablar verdaderamente de cine sonoro en Venezuela. Igualmente se rueda el primer largometraje sonoro en el país: El Rompimiento, de Antonio Delgado Gómez. 
En 1935 el film Joropo, protagonizado por Lorenzo Herrera lleva al cine este género musical con buena acogida del público. Producido por un grupo de venezolanos residentes en la ciudad de Nueva York, bajo la dirección de Horacio Cabrera Sifontes, rodado en esa ciudad, ambienta situaciones propias de los llanos venezolanos, y su secuencia final, muestra a todos los personajes vestidos de rigurosa etiqueta, bailando joropo en el gran salón del Waldorf Astoria, considerado para la época uno de los hoteles más lujosos del mundo.
En 1938, el novelista Rómulo Gallegos crea los Estudios Ávila en la ciudad de Caracas la primera empresa cinematográfica en el país que, con aspiraciones culturales y comerciales, se ocupa de la producción de la propaganda institucional a través del cine. 
A principios de los años 40, Luis Guillermo Villegas Blanco constituye formalmente la empresa Bolívar Films, la cual comienza a realizar alianzas estratégicas con el mexicano Rodolfo Espino y el argentino Lino Veluvirretti, para producir largometrajes dentro de un esquema industrial. En 1941 Rafael Rivero Oramas, realiza para Estudios Ávila el largometraje de visos neorrealistas titulado Juan de la Calle. 
De esta época las adaptaciones de la obra de Rómulo Gallegos: Doña Bárbara (1943), dirigida por Fernando de Fuentes y protagonizada por María Félix y Julián Soler,La trepadora (1944) de Gilberto Martínez Solares, Canaima (1945) de Juan Bustillo Oro, protagonizada por Jorge Negrete o Cantaclaro (1946) de Julio Bracho. 
También destacan algunas co-producciones con México y Argentina como La muerte camina en la lluvia (1948) de Carlos Hugo Christensen, Fascinación (1949) de Carlos Schlieper, El ametralladora (1943) de Jaime L. Robles.

### Décadas de 1950 y 1960: primeros pasos de la industria cinematográfica
En 1950 César Enriquez dirige La escalinata y Bolívar Films produce La Balandra Isabel llegó esta tarde, de Carlos Hugo Christensen, que ganó el premio a mejor fotografía en la cuarta edición del Festival Internacional de Cine de Cannes en el año 1951. De ese año también es y El demonio es un ángel. En 1951 se estrenaYo quiero una mujer así de Juan Carlos Thorry, Venezuela también canta de Fernando Cortés, Seis meses de vida de Víctor Urruchúa y Flor del campo de José Giaccardi, en 1952 Territorio verde de Ariel Severino y Horacio Peterson, en 1953 Luz en el páramo de Víctor Urruchúa, en 1954 Al sur de Margarita de Napoleón Ordosgoiti, en 1956, Papalepe de Antonio Graciani. Estas películas representan los primeros esfuerzo por establecer una industria cinematográfica nacional sólida.

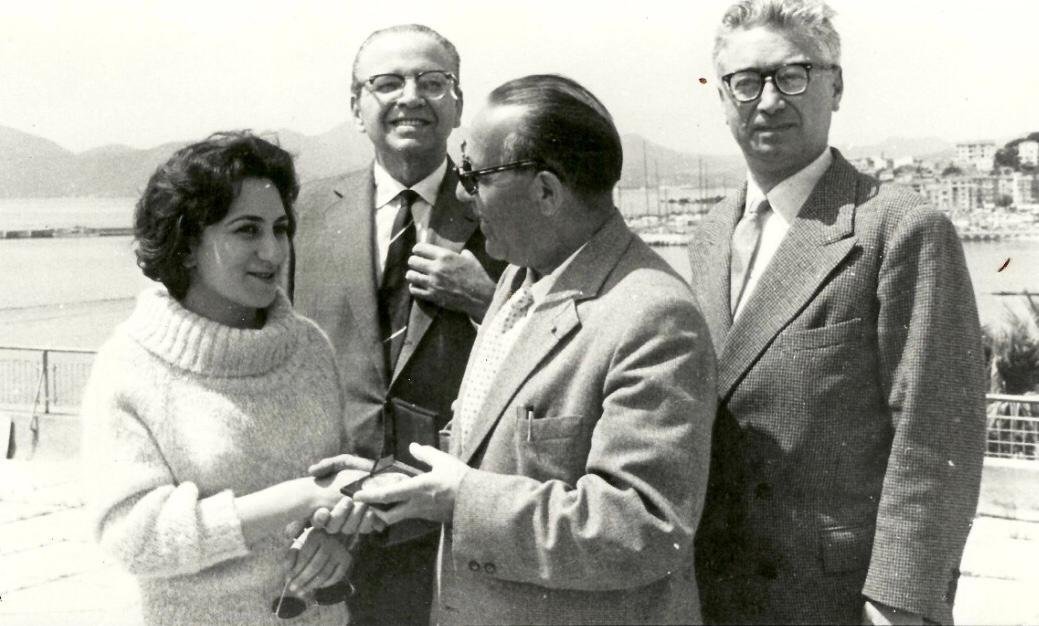
La cineasta Margot Benacerraf y el escritor y diplomático Mariano Picón Salas junto a miembros del jurado del Festival de Cannes de 1959.

De esta época también destacan coproducciones con México, España, Argentina, Cuba, Puerto Rico, entre otros países, gracias a empresas productoras como Salvador Cárcel CA, Tropical Films o Bolívar Films, entre las cuales se encuentran La corona negra de Luis Saslavsky, Doña Perfecta de Alejandro Galindo o Armiño negro de Carlos Hugo Christensen.
El cineasta italiano Elia Marcelli, es contratado por la Shell de Venezuela para la filmación de un ciclo de documentales basados en el legado artístico y cultural del folclore Venezolano. En el año 1958, Marcelli gana el Premio Internacional Cantaclaro por el documental Llano adentro.
Caín adolescente estrenada en 1959 es la primera cinta del cineasta Román Chalbaud, basada en su obra de teatro del mismo nombre. En el año 1959, la película documental Araya de Margot Benacerraf logra el Premio de la Crítica en el marco del Festival de Cannes (compartido con Hiroshima mon Amour de Alain Resnais), el mayor reconocimiento obtenido por una película venezolana hasta el momento.
En 1962 Marcelli dirige Séptimo Paralelo, un largometraje de denuncia ante la situación de los indios Yaruro en el río Arauca y el Orinoco, que se convertiría en un suceso en Latinoamérica, promoviendo campañas de protección para las etnias más vulnerables del Amazonas.
En 1963 Román Chalbaud dirige Cuentos para mayores y en 1964 Clemente de la Cerda dirige sus primeros largometrajes: Isla de sal y El rostro oculto.
En el año de 1965, Mauricio Odremán (quien ya había trabajado para Clemente de la Cerda como guionista) estrena su película EFPEUM. Esta película, que puede ser catalogada como la primera película de ciencia ficción venezolana, nació prematuramente en una Venezuela que aún no había despertado del realismo, y que apenas comenzaba a aceptar el realismo mágico como un elemento de la cultura del venezolano. El cineasta comenta en su novela fantástica El día que todo haga Paff (1973) lo ocurrido con su película:

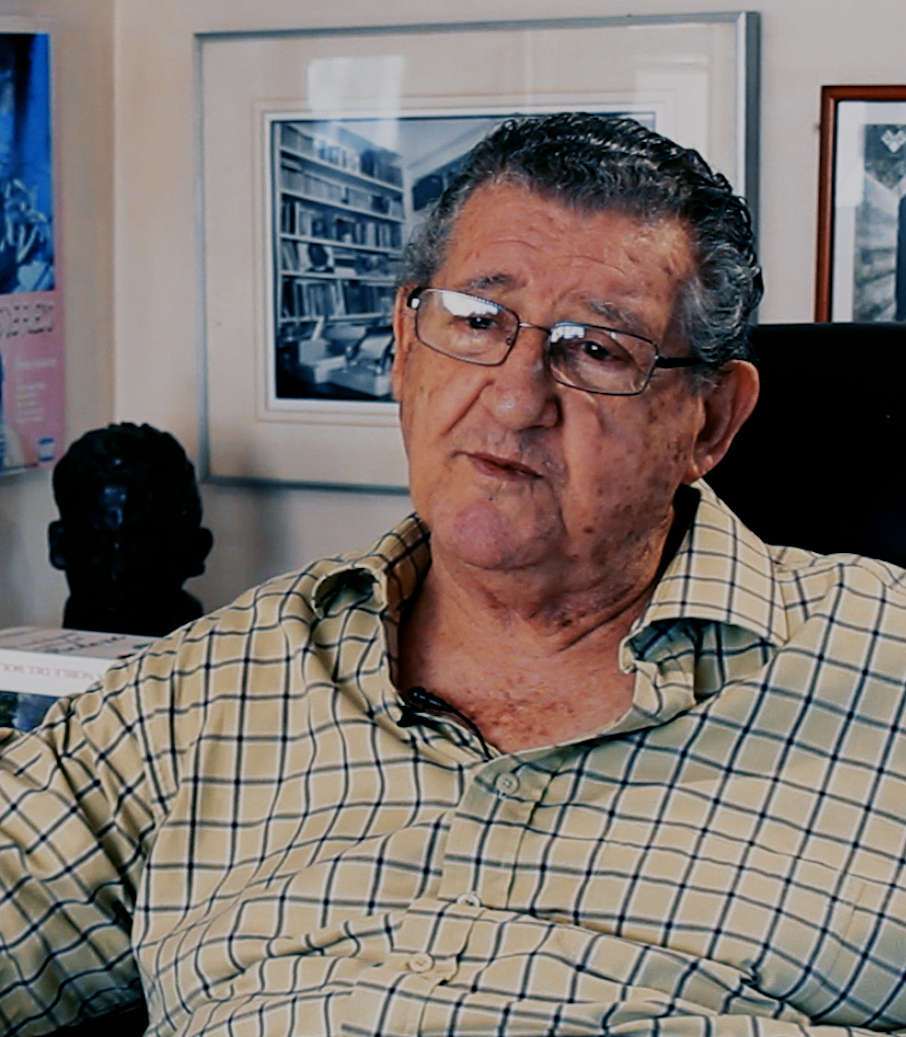
Román Chalbaud.

"...En esos días terminé el rodaje de la película de ciencia-ficción. Cuando la estrenaron, en ese recinto siniestro llamado Cinemateca, no asistí en presencia física, pero desdoblado y desde el astral procuré escuchar los comentarios. - "la Película más loca del año"- dijeron algunos, pero nadie comprendió el asunto del arquitecto con su Estructura-funcional-para-Encontrarse-uno-Mismo. Todo el mundo se rio a carcajadas y al parecer, los espectadores se divirtieron mucho, de lo lindo; mi intención no había sido realizar un film cómico, pero así resultó y eso era el éxito. Nunca más supe de "Efpeum", quedó en manos de los productores que la habrán enlatado y la tendrán debajo de un escritorio como hacen todos los negociantes en películas por estos lados del Atlántico..."
Mauricio Odremán Nieto. "El Día en que todo haga Paff". 1973

En 1966 se funda la Cinemateca Nacional de Venezuela y Margot Benacerraf es nombrada su primera presidenta.

### Décadas de 1970 y 1980: Nuevo Cine Venezolano
Según la antología World Cinema: Critical Approaches, si bien "el cine venezolano comenzó esporádicamente en la década de 1950, recién surgió como un movimiento cultural nacional a mediados de la década de 1970", cuando obtuvo el apoyo del Estado y los autores pudieron producir obras.Las coproducciones internacionales con América Latina y España continuaron en esta era y más allá, y las películas venezolanas de esta época se contaban entre las obras del Nuevo Cine Latinoamericano. Este período se conoce como la Época de Oro del cine venezolano, y tuvo una popularidad masiva a pesar de ser una época de mucha agitación social y política.

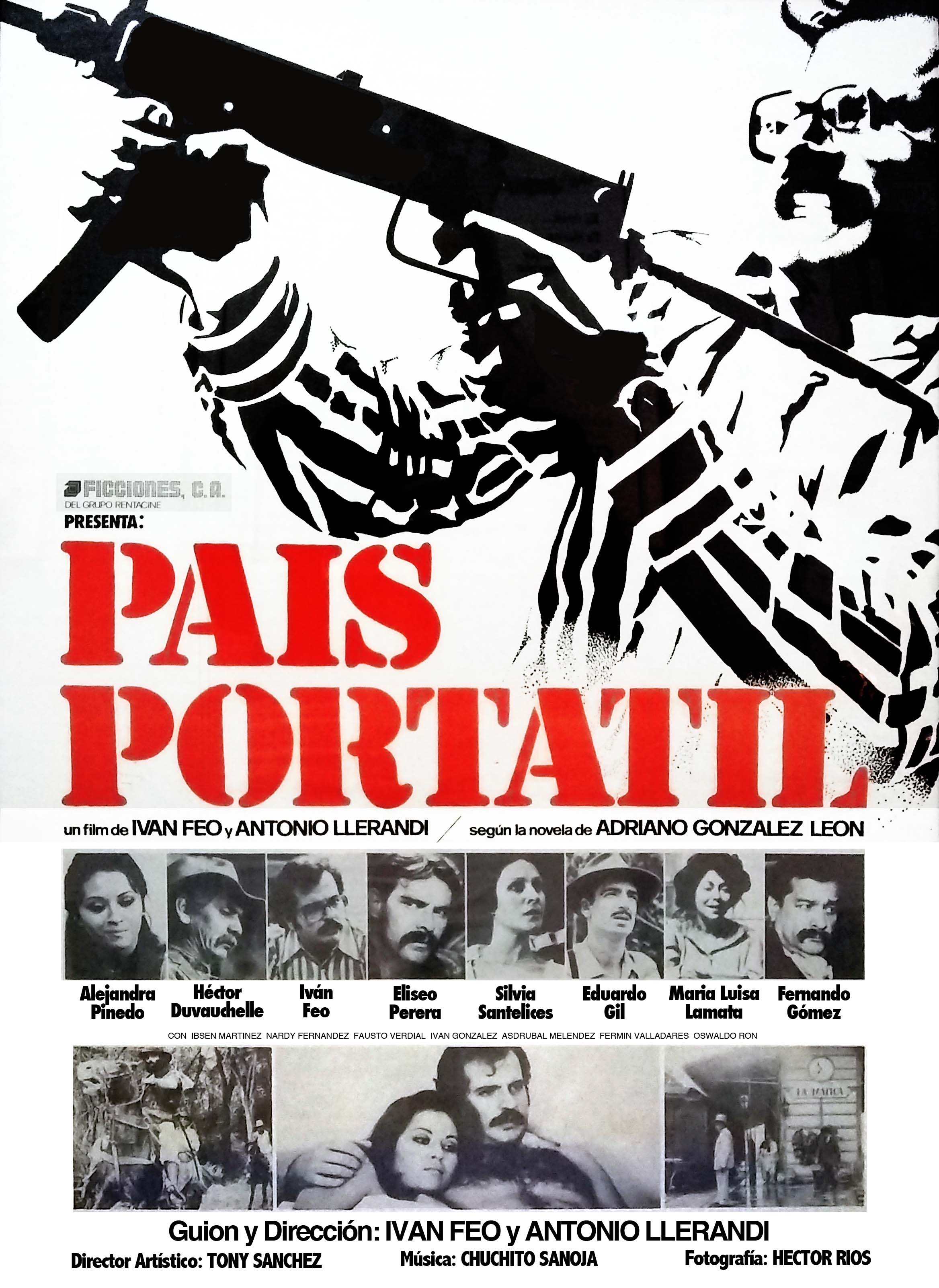
País portátil, película 1979, dirigida por Iván Feo y Antonio Llerandi y basada en la novela homónima de Adriano González León.

Durante los 70 migran a Venezuela cineastas de la talla de Mauricio Walerstein, Franco Rubartelli, Jorge Sanjinés, Joseph Novoa, Alejandro Saderman, Pablo de la Barra, Alberto Monteagudo, Oscar Molinari, Santiago San Miguel y Félix Nakamura.

En 1973, la película Cuando quiero llorar, no lloro de Mauricio Walerstein, basada en la novela homónima de Miguel Otero Silva, logra un éxito sin precedentes en taquilla, lo que comienza un boom del llamado Nuevo Cine Venezolano, corriente de cine social muy famosa en los años setenta y cuyos máximos exponentes serían, además de Walerstein, Román Chalbaud (especialmente con su film El pez que fuma), cuyas musas serían actores como Orlando Urdaneta, Hilda Vera, Haydée Balza, Miguel Ángel Landa, Asdrúbal Meléndez y Chelo Rodríguez; Clemente de la Cerda con Soy un Delincuente; Alfredo J. Anzola con Se solicita muchacha de buena presencia y motorizado con moto propia, Alfredo Lugo con Los muertos sí salen y Los tracaleros; Luis Armando Roche con El cine soy yo, Iván Feo y Antonio Llerandi con País portátil.

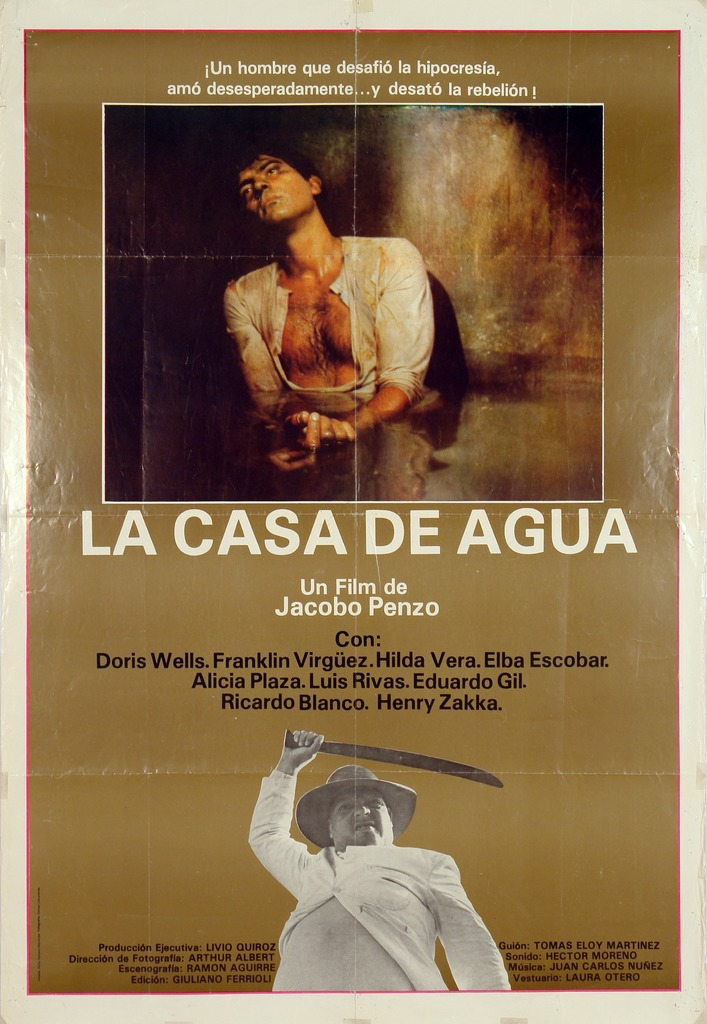
La casa de agua (1983) de Jacobo Penzo.

1977 fue uno de los años clave de la Época de Oro del cine venezolano (1973 - 1987), pues se estrenarían 29 largometrajes, incluyendo clásicos como El pez que fuma de Román Chalbaud, Se solicita muchacha de buena presencia y motorizado con moto propia de Alfredo J. Anzola, El cine soy yo de Luis Armando Roche, Adiós, Alicia de Santiago San Miguel, Queridos compañeros de Pablo de la Barra, Puros hombres de César Cortez, Se llamaba SN de Luis Correa, Reincidente de Clemente de la Cerda y Los tracaleros de Alfredo Lugo, lo que convirtió a Venezuela en el tercer país latinoamericano con mayor producción cinematográfica, solo superado por México y Brasil, un crecimiento de la industria que luego se comprobaría fugaz, a mediados de la década de los 80.

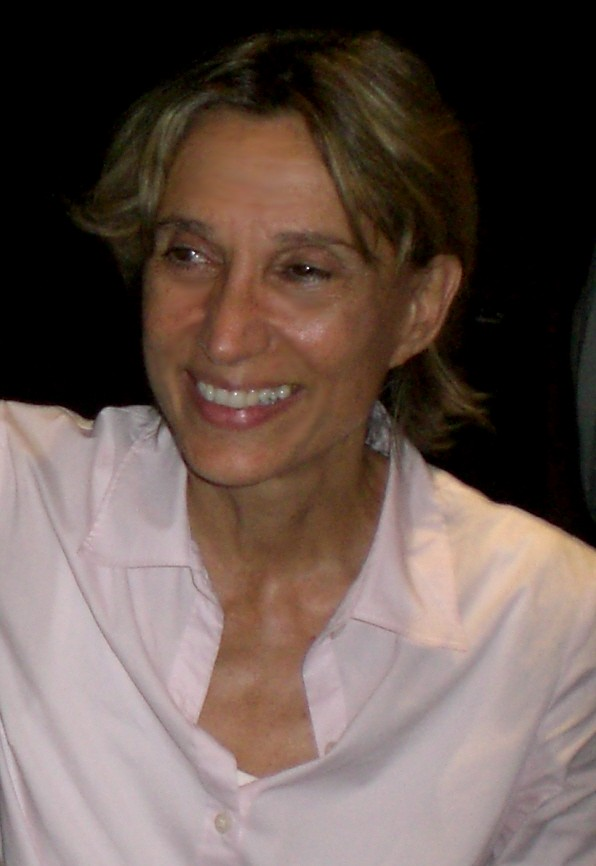
Fina Torres.

Esta corriente se mantendría durante gran parte de los años ochenta, con películas como Oriana de Fina Torres, Macu, la mujer del policía de Solveig Hoogesteijn, Homicidio culposo de César Bolívar, Pequeña revancha de Olegario Barrera, La casa de agua de Jacobo Penzo, Iniciación de un shamán de Manuel de Pedro, Caño Mánamo de Carlos Azpúrua, La oveja negra de Román Chalbaud, La boda de Thaelman Urgelles, Macho y hembra de Mauricio Walerstein, Morituri de Philippe Toledano, Aventurera de Pablo de la Barra y La muerte insiste de Javier Blanco. De finales de los 70 y la década de los 80 son también los primeros largometrajes experimentales de Diego Rísquez, grabados en super-8: Bolívar, sinfonía tropikal (1979), Orinoko, nuevo mundo (1984), Amérika, terra incógnita (1988).
También destacan de esta época algunas co-producciones con España como No es nada, mamá, sólo un juego y Vuelve, querida Nati de José María Forqué, Fin de semana al desnudo de Mariano Ozores, Sobre la hierba virgen de Carlos Durán, El fascista, la beata y su hija desvirgada de Joaquín Coll Espona, La muchacha de las bragas de oro de Vicente Aranda, La casa del paraíso y El señor de los Llanos de Santiago San Miguel y La quinta del porro de Francesc Bellmunt; La Guerra de Murphy de Peter Yates, con Francia: Le Sauvage de Jean-Paul Rappeneau y con Chile: La batalla de Chile de Patricio Guzmán.
En 1981 se creó FONCINE, organismo estatal encargado del financiamiento del cine nacional.
Otro año clave de esta época fue 1985, en el que seis películas venezolanas, La graduación de un delincuente, Macho y hembra, Ya-Koo, Oriana, El atentado y Más allá del silencio, se encontrarían entre las diez películas más taquilleras. De hecho, la producción cinematográfica alcanzó su punto máximo en 1984 y 1985 y 1986 fue considerado como el año más taquillero gracias a más de 4 millones de entradas para películas nacionales, según Venezolanalysis.
Sin embargo, los estragos del Viernes Negro no tardaron en sentirse, lo que causó una progresiva disminución del cine nacional.

### Década de 1990: Ley de Cine y crisis

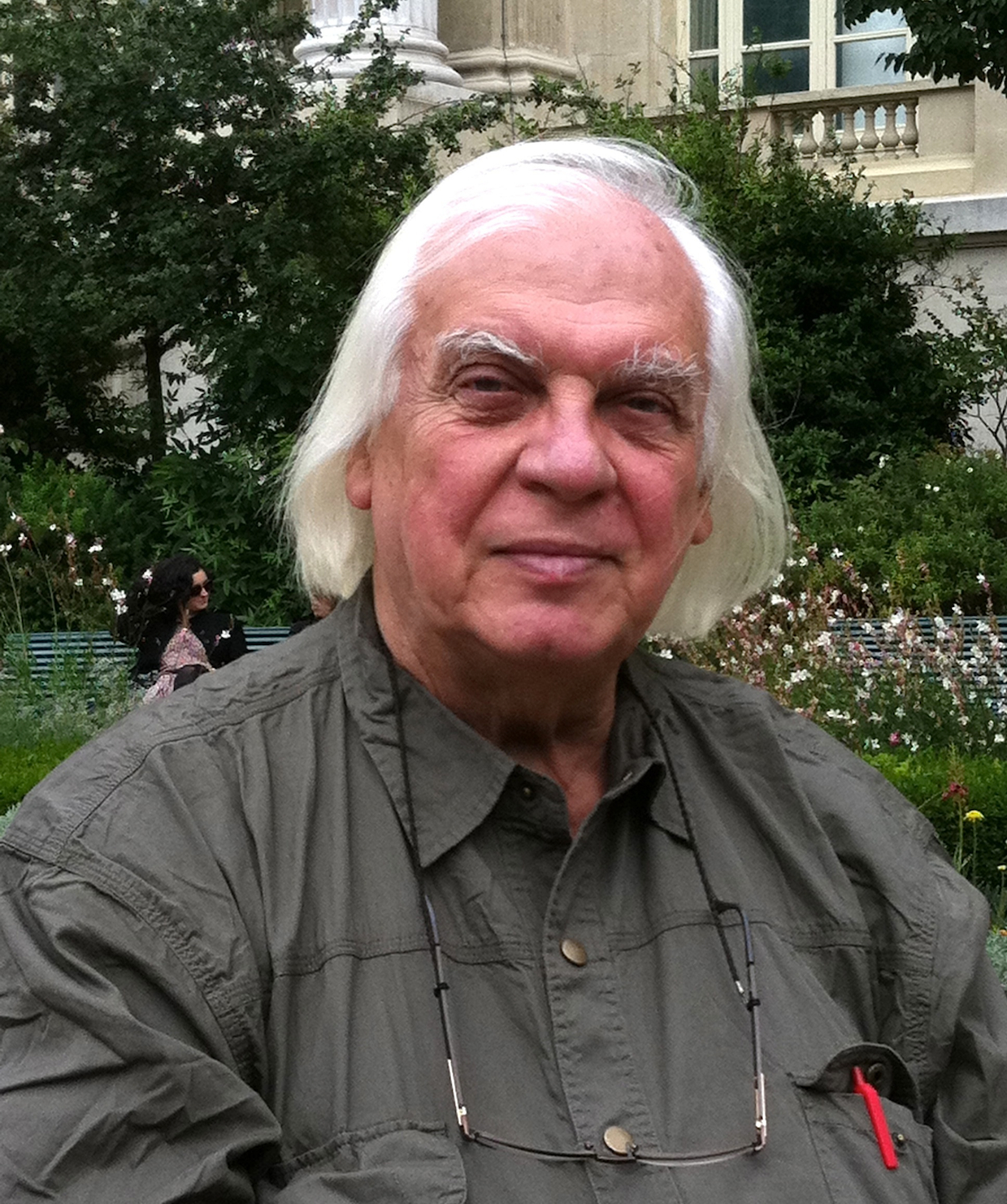
Atahualpa Lichy.

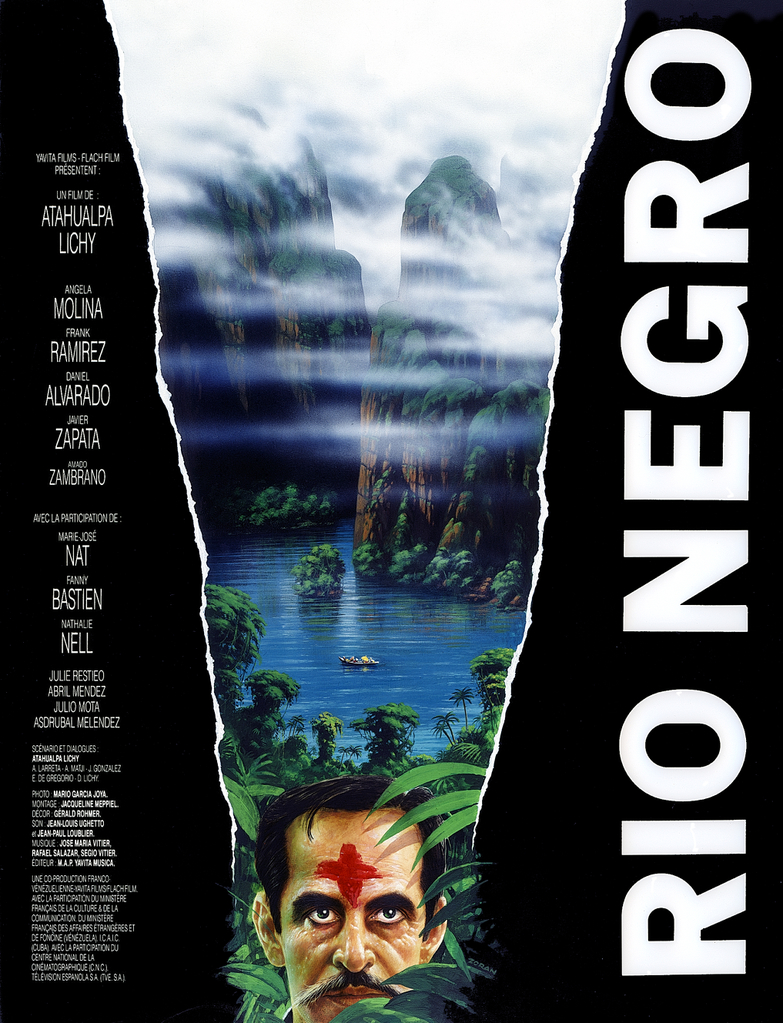
Río Negro (1990) de Atahualpa Lichy.

Después de los disturbios políticos a principios de los años 1990, la producción cinematográfica tuvo muy pocos ingresos a pesar de mantenerse relativamente fuerte en los 80 luego del Viernes Negro; FONCINE recibió un rescate en 1991 para relanzar la industria en una escala más pequeña.En 1993, el cine venezolano vio lo que podría haber sido otro auge, pues FONCINE intentó promover la producción cinematográfica nacional al quintuplicar su financiación.
Sin embargo, en esta época se estrenan grandes éxitos de crítica y taquilla como Disparen a matar (1990) de Carlos Azpúrua, Jericó (1992) de Luis Alberto Lamata, Río Negro (1990) de Atahualpa Lichy, Golpes a mi puerta (1993) de Alejandro Saderman,  Sucre (1995) de Alhida Avila, llegando incluso a conseguir varios premios internacionales.
En 1990 se funda el Premio Nacional de Cine de Venezuela, como parte de los Premios Nacionales de Cultura de Venezuela máximo reconocimiento otorgado en Venezuela a diversas personalidades y creadores artísticos que contribuyan a la creación, cultivo, rescate, mantenimiento en relación con la cultura venezolana.
En 1994 se decreta la Ley de la Cinematografía Nacional, en la cual se establece la creación del Centro Nacional Autónomo de Cinematografía que sustituyó al previo Foncine. Sin embargo, el resto de la década se caracteriza por una escasa producción cinematográfica, siendo lo más resaltante las colaboraciones de Elia Schneider y José Ramón Novoa, con las películas Sicario (1994) (una de la más galardonadas y taquilleras hasta ese momento), Huelepega: Ley de la calle (1997) y Garimpeiros (1999, conocida en el extranjero como Oro Diablo).

### Década de los 2000: nuevo siglo, nueva tecnología

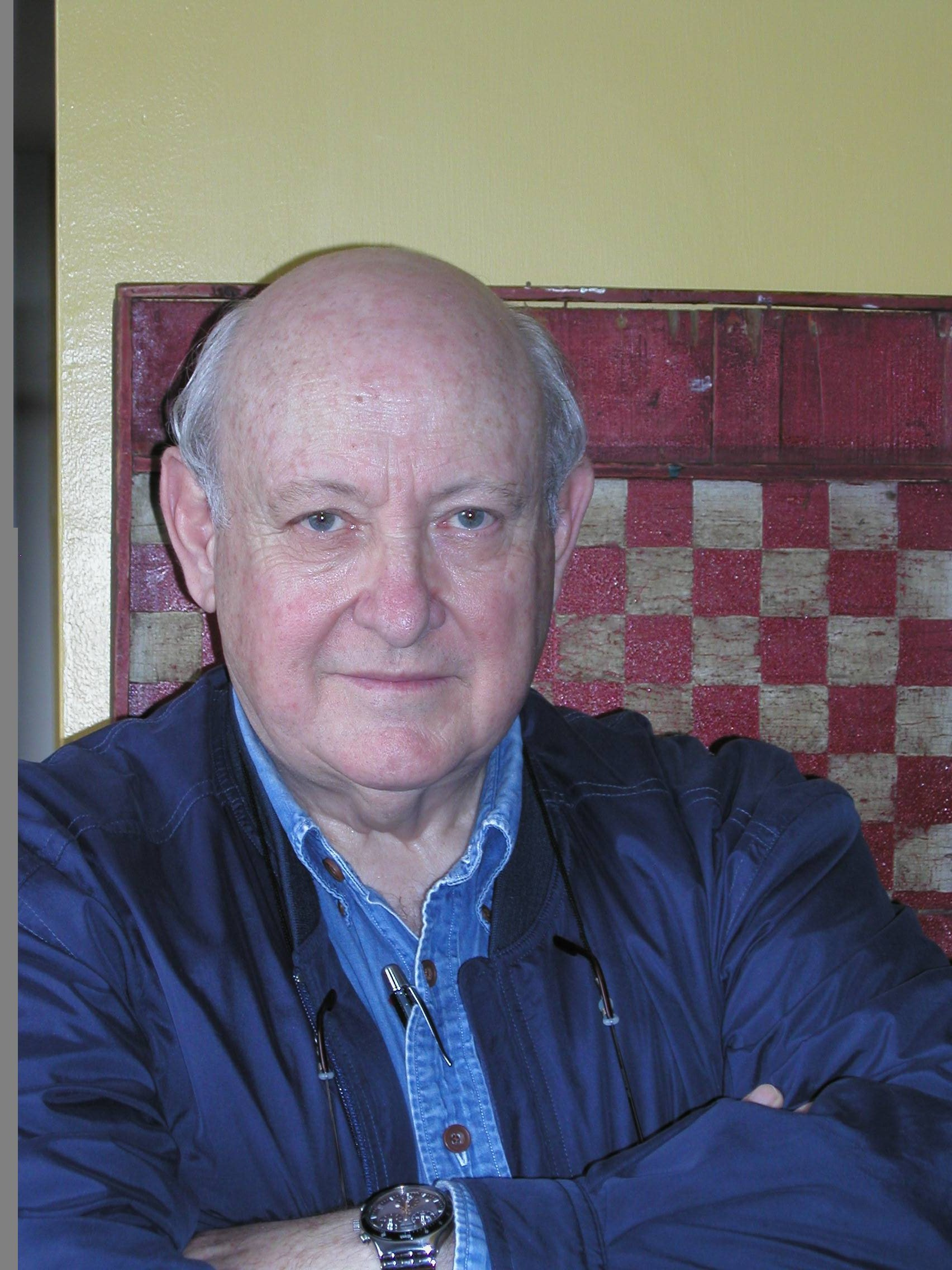
Luis Armando Roche.

En el año 2000 la cinta Manuela Sáenz, del realizador Diego Rísquez, logra un nuevo éxito de taquilla para el cine nacional. Sin embargo, el verdadero cambio en el cine venezolano se podría ver unos años después, en el 2003, con el estreno de Yotama se va Volando, de Luis Armando Roche y el mexicano Rodolfo Espino, primera cinta venezolana realizada en cine digital que es estrenada en salas comerciales.
En el año 2004 se estrena Punto y raya de Elia Schneider con Roque Valero y Edgar Ramírez, una de las películas de más éxito y reconocimiento internacional. La película obtiene cuatro premiaciones en festivales internacionales.
En el año 2005 la cinta Secuestro Express, de Jonathan Jakubowicz, se convierte en la película nacional más vista en Venezuela. Igualmente se considera un gran éxito su venta a la distribuidora Miramax para su comercialización a nivel mundial. La manera en que esta película retrata la violencia del país molestó al presidente Hugo Chávez, quien amenazó públicamente Jakubowicz.Este mismo año se estrena El Caracazo de Román Chalbaud, la cinta más costosa en la historia del cine venezolano, pero con pésimos resultados en la taquilla. Además, entra en vigencia una Reforma a la Ley de Cinematografía Nacional que fomenta algunos cambios, tales como un porcentaje de cuota de pantalla para el cine venezolano, además de fomentar una mayor participación de la empresa privada en la actividad cinematográfica a través de diversos impuestos e incentivos fiscales.
En el 2006 se inaugura la Villa del Cine un complejo cinematográfico patrocinado por el Ministerio del Poder Popular para la Comunicación e Información para estimular la producción de obras de audiovisuales nacionales, bien sea largometrajes, cortometrajes, documentales, animación, entre otros. La cinta Elipsis de Eduardo Arias-Nath, producida en el año 2006, es la primera película venezolana producida y distribuida por 20th Century Fox. Durante ese año se estrenaron once películas venezolanas en el país, siendo la más taquillera la cinta Francisco de Miranda, de Diego Rísquez.

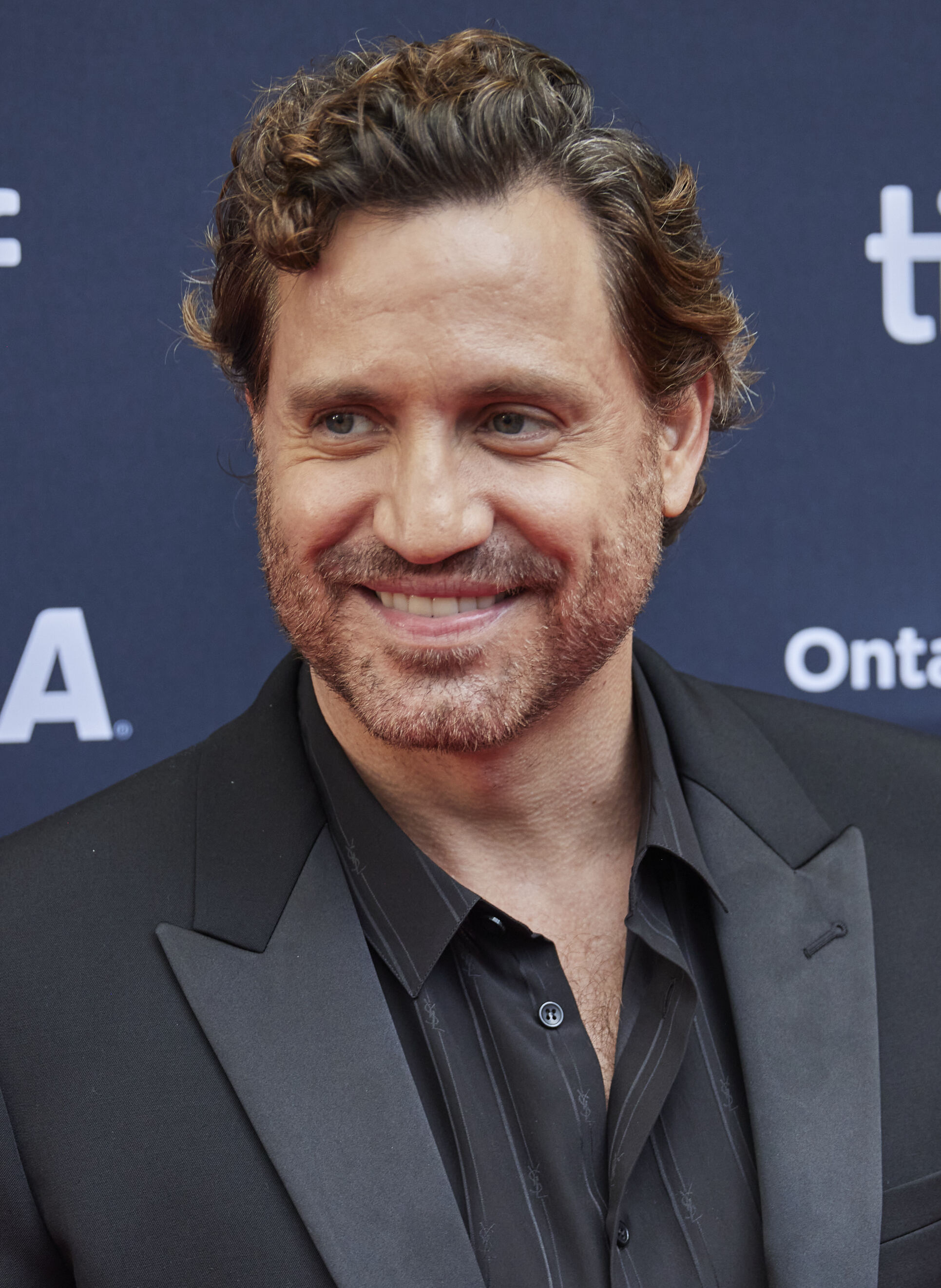
Edgar Ramírez.

Producida en el año 2005, y estrenada el 15 de septiembre de 2007, la película Postales de Leningrado, de Mariana Rondón fue financiada por Ministerio de la Cultura, PDVSA y el canal TeleSUR. Hasta el momento una de las películas venezolanas más exitosas en el ámbito internacional, habiendo ganado el máximo galardón del Biarritz, y dos premios en la 31.ª Mostra Internacional de Cinema de São Paulo. Además, fue la seleccionada para consideración a los premios Óscar de ese año, en la categoría "Mejor película extranjera".
En el año 2007 se estrena la película Miranda regresa donde se relata la historia de este prócer, producida por la Fundación Villa del Cine, dependiente del Ministerio del Poder Popular para la Cultura. En este mismo año John Petrizzelli estrena su ópera prima Maria Lionza filmada en la Montaña de Sorte donde se rinde homenaje  a una deidad femenina perteneciente al espiritismo venezolanno y que es producto del sincretismo entre creencias católicas, indígenas y africanas. 
Ignacio Castillo Cottin estrena su ópera prima, La Virgen Negra (2008) con la participación de Carmen Maura, Angélica Aragón, Matheus Nachtergaeele y Carolina Torres. 
En el año 2008, el cortometraje El Café de Lupe, de la directora Mariana Fuentes, se convierte en el cortometraje venezolano con la mayor aceptación en festivales de cine, participando esta cinta en más de 30 festivales a nivel nacional e internacional. El film cuenta con las interpretaciones de algunos de los más destacados actores venezolanos, entre ellos Elba Escobar, Mimi Lazo, Erich Wildpret y Gonzalo Cubero. Este corto fue financiado en su totalidad por el CNAC.
En el año 2009, se estrenaron películas como Día Naranja (Alejandra Szeplaki), Libertador Morales, el Justiciero (Efterpi Charalambidis), documental Swing con son (Rafael Marziano), Un lugar lejano (José Ramón Novoa), Zamora (Roman Chalbaud), documental FANtasmo (Jonás R. G.), y el documental Memorias del gesto (Andrés Agusti), entre muchas otras producciones independientes. Este año destaca nacional e internacionalmente Venezzia, dirigida por Haik Gazarian. Se dice que es la película más costosa del cine venezolano (su presupuesto habría rebasado el millón de dólares), además de narrar una historia poco conocida: la del suministro petrolero venezolano durante los años de la Segunda Guerra Mundial, enmarcada en una historia de amor. Venezzia suma 15 premios acumulados alrededor del mundo en festivales de cine, así se convierte en la producción cinematográfica venezolana más reconocida y la más vista en los últimos diez años. Se planea para enero del año 2011 su estreno en México, seguidamente será exhibida en Ecuador y las ciudades hispanas de EE. UU.

### Décadas de 2010 y 2020: proyección internacional y nueva crisis
El 2 de junio de 2010, el presidente Hugo Chávez declaró una "guerra económica" debido a la creciente escasez en Venezuela. La crisis se intensificó bajo el gobierno de Nicolás Maduro, agravada como resultado de la caída de los precios del petróleo a principios de 2015, debido a una caída de la producción petrolera en Venezuela por falta de mantenimiento e inversión, trayendo como consecuencia una crisis petrolera mayor. El gobierno no logró reducir el déficit ante la caída de los ingresos del petróleo, enfrentando la crisis negando su existencia, y reprimiendo violentamente a la población.Las ejecuciones extrajudiciales por parte del gobierno venezolano se volvieron comunes, y la Organización de las Naciones Unidas (ONU) emitió un informe en donde reportaba 5287 asesinatos perpetrados por las Fuerzas de Acciones Especiales (FAES) en 2017, con al menos otros 1569 asesinatos registrados en los primeros seis meses de 2019.Esto trajo como consecuencia, entre otras cosas, la crisis de refugiados venezolana, que se estima ha producido, hasta 2024, 8,9 millones de migrantes venezolanos.

Esta crisis ha sido progresiva y no se reflejó en el cine los primeros años de la década de 2010, de hecho, según Carlos Malavé, vicepresidente de la Academia de Ciencias y Artes Cinematográficas de Venezuela (ACACV), "entre 2009 y 2013, fueron años bastante esplendorosos para el cine venezolano. Se produjeron muchas películas, las cuales ganaron premios en festivales de cine como Venecia y San Sebastián. Y también fueron importantes para el mercado nacional, con filmes que lograron entre 400 y 600 mil espectadores y hasta 2 millones en un caso."

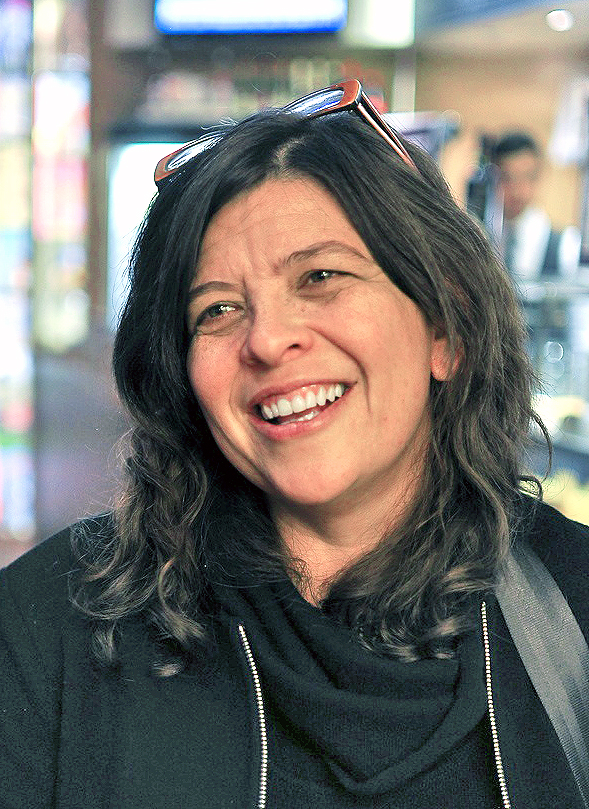
Mariana Rondón.

Por ejemplo, en el 2010 se cuenta con grandes filmes como Hermano del director Marcel Rasquin, ganadora en el Festival de Moscú como "Mejor película". Además fue la postulada por Venezuela para optar por una plaza en los premios Óscar de la Academia como "Mejor película extranjera". Cheila, una casa pa’ maita de Eduardo Barberena que en la edición 2009 del Festival del Cine Venezolano se llevó la mayor cantidad de premios: "mejor película", "mejor actriz principal", "mejor actriz de reparto", "mejor guion" y "mejor dirección" (compartido con César Bolívar), y el "premio del público". También se encuentra Habana Eva que, protagonizada por Juan Carlos García, Prakriti Maduro y dirigida por Fina Torres, se lleva el reconocimiento como "Mejor película internacional" en el Festival de Cine Latino de New York 2010, primer festival en el que se presenta el largometraje. Como clásico del 2010 pasará a la historia La hora cero de Diego Velasco, con música de Freddy Sheinfeld y Gabriel Velasco, con la actuación de Zapata 666, Erich Wildpret, Marisa Román, Albi de Abreu, entre otros.
En el 2011 la cinta El chico que miente de Marité Ugás captura la atención del público nacional, y también el de los seleccionadores del Festival de Berlín, convirtiéndose en la primera cinta venezolana en participar en tan ilustre competencia. En este mismo año, las películas Reverón (Diego Rísquez) y El rumor de las piedras (Alejandro Bellame Palacios) acaparan los premios en el Festival del Cine Venezolano de Mérida, llevándose siete y seis galardones respectivamente.
En 2012 El misterio de las lagunas. Fragmentos andinos de Atahualpa Lichy es el documental venezolano más seleccionado en festivales extranjeros. (23 festivales, entre los cuales: Festival des Films du Monde, Montréal;  Bafici, Argentina; Busan, Corea; Guadalajara, México; San Juan, Argentina, etc.).
En 2013 se estrena La Casa del Fin de los Tiempos del cineasta Alejandro Hidalgo, considerada la película de terror más taquillera en la historia de Venezuela por encima de cualquier título internacional tras superar los 647 mil espectadores. El filme fue estrenado en más de 35 países y fue merecedor de 15 premios internacionales en festivales de cine fantástico y terror. En 2017 se estrenó una adaptación coreana Siganwiui jib y en 2016 la revista Variety anunció el desarrollo de un remake en Hollywood que será dirigido por Alejandro Hidalgo. En 2013 la película Pelo malo de la cineasta Mariana Rondón gana la Concha de Oro en el Festival Internacional de cine de San Sebastián, al igual que formó parte de la sección: Cine del Mundo Contemporáneo, en el Toronto International Film Festival. Posteriormente es estrenada en Venezuela el 25 de abril de 2014. En 2014 se estrena el documental cinematográfico Hay Alguien Allí, dirigido por Eduardo Viloria Daboín y Gioconda Mota. Basado en hechos reales, es la primera producción cinematográfica venezolana que trata acerca del autismo; también, la película de Miguel Ferrari, Azul y no tan rosa, se convierte en la primera película venezolana en ganar el  Premio Goya a la Mejor Película Iberoamericana. En ese mismo año la película Libertador dirigida por Alberto Arvelo Mendoza forma parte del corte de 9 películas preseleccionadas en la categoría de Mejor Película de Habla No Inglesa en los Premios Óscar de 2014; sin embargo no logra pasar a las 5 nominadas finales. Cabe destacar que había sido estrenada en el Toronto International Film Festival de 2013 y en Venezuela el 24 de julio de 2014, el mismo día de la conmemoración del natalicio del Libertador Simón Bolívar. 

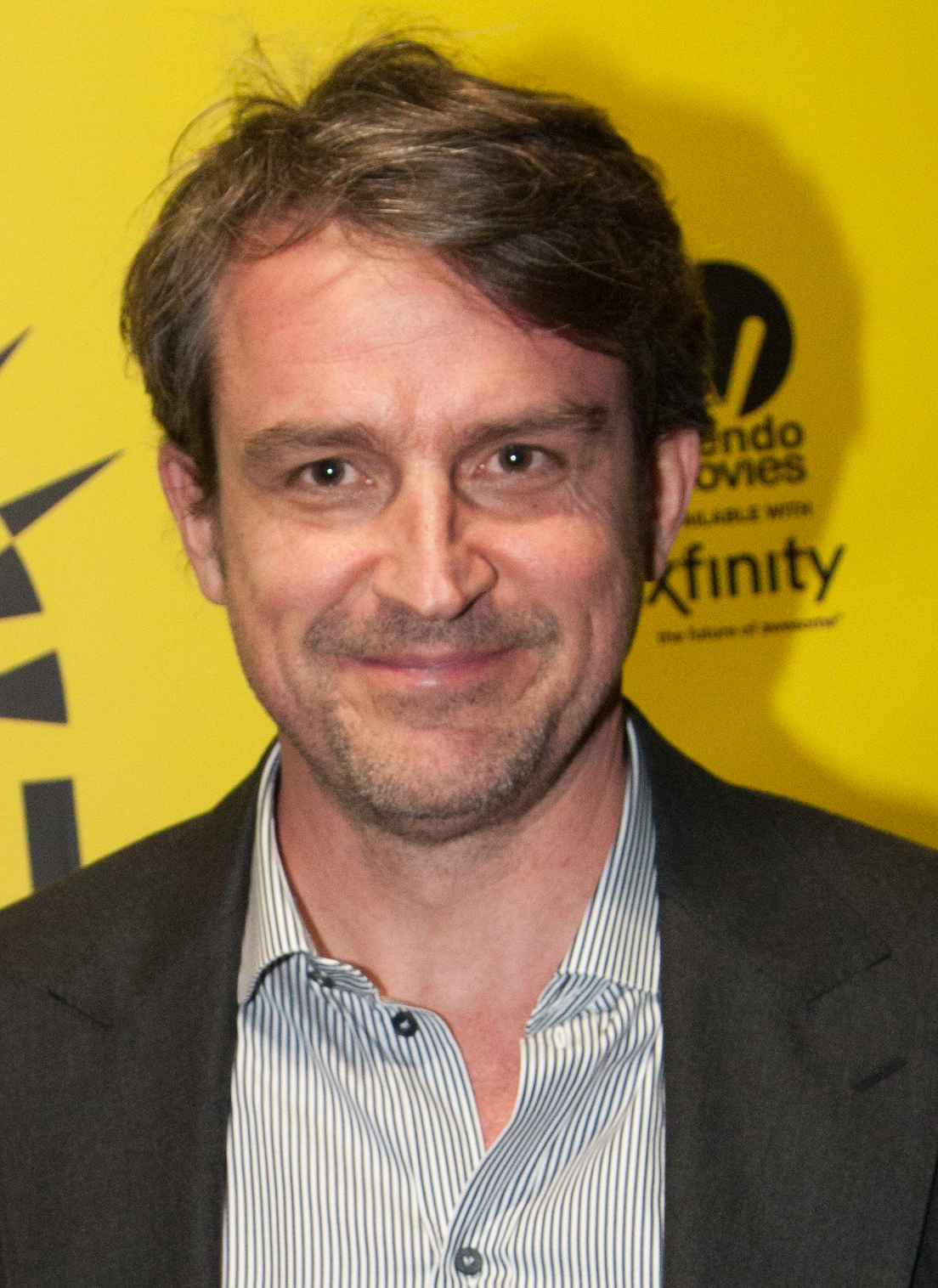
Lorenzo Vigas.

En 2015 la película La distancia más larga de la directora Claudia Pinto, estrenada en agosto de 2014, resulta ganadora del premio a la Mejor Ópera Prima Iberoamericana en la segunda edición de los Premios Platino.  En 2015 ocurre el logro cinematográfico más significativo en la historia del cine venezolano, la película Desde allá, ópera prima de Lorenzo Vigas, se convierte en la primera película venezolana en formar parte de la Sección Oficial del Festival Internacional de Cine de Venecia, el más antiguo del mundo y el segundo más importante, no conforme a esto resulta ganadora del León de Oro a la mejor película del festival, convirtiéndose en la primera película hablada en español y latinoamericana en lograrlo. Desde allá también se presentó en el Toronto International Film Festival en la sección: Discovery, en el Festival Internacional de Cine de San Sebastián en la sección: Horizontes Latinos, en el Festival Internacional de Cine de Mar del Plata en la Competición Oficial Latinoamericana y en el Festival de Cine de Londres en la sección: Drive ; todos festivales de "Clase A". 
En el 2016 la película La Soledad, ópera prima de Jorge Thielen Armand, se estrena en el Festival Internacional de Cine de Venecia, y luego compite en una importante cantidad de festivales internacionales. Armand junto a Rodrigo Michelangeli, fundó la productora venezolana-canadiense La Faena Films y cuenta con sedes en Toronto y Caracas. El Inca (2016) de Ignacio Castillo Cottin es una trágica historia de amor basada en la vida del dos veces campeón mundial de boxeo Edwin ̈"El Inca" ̈ Valero. En 2017 fue postulada por Venezuela en la edición 89 de los Premios Oscar y se mantiene como la única película censurada en Venezuela. 
Sin embargo, desde al menos 2017 el declive económico del país ha disminuido los fondos estatales dedicados al cine, hasta hacerlos prácticamente nulos. Según Carlos Malavé "en estos momentos estamos viviendo una situación muy dura porque evidentemente hay pocos recursos para el cine. Por ejemplo, el Instituto de Cine está dándole a un productor para hacer una película el equivalente a 10 o 15 dólares." Esto ha provocado, según Malavé, "que productores y otros experimentados trabajadores de la industria hayan emigrado del país en busca de nuevas oportunidades."
En 2019 el director y productor Oscar Rivas Gamboa fue pionero en el uso de teléfonos inteligentes en la filmación de largometrajes venezolanos junto a Sergio Guerrero. En 2020 el Festival Internacional de Cine de Róterdam se exhibe La Fortaleza en la Competencia Tiger, segundo largometraje de Jorge Thielen Armand. Esta es la primera cinta venezolana en competir en ese festival. El cortometraje Flor de la Mar, obtuvo buen recibimiento de la crítica cinematográfica mundial.  En plena pandemia del Covid 19 el cineasta Ignacio Castillo Cottin produce La Danubio (2020) es su primera película documental y se encuentra disponible en diferentes plataformas digitales de exhibición.
En 2022 se estrena El Exorcismo de Dios del cineasta Alejandro Hidalgo, una coproducción entre Venezuela, Estados Unidos y México, protagonizada por María Gabriela de Faría. El filme fue distribuido en más de 155 países a través de la prestigiosa agencia de ventas internacional XYZ Films, posicionándose como el largometraje venezolano con mayor distribución internacional. Asimismo, se convirtió en la película venezolana más taquillera de la historia a nivel internacional con una asistencia que supera los 2 millones de espectadores y fue merecedora del premio "Box Office International Achievement" de Comscore al convertirse en la película latinoamericana más taquillera del 2022. La película fue adquirida y estrenada en Estados Unidos en salas de cine selectas y plataformas digitales a través de Saban Films y el estudio Lionsgate. La obra tuvo su premiere mundial en el prestigioso Fantastic Fest de Austin y su premiere Europea en el Festival de Sitges. Asimismo, fue merecedora del premio al Mejor Director en la edición 42 del Festival Internacional Fantástico de Oporto Fantasporto.
Algunas cintas recientes han intentado reflejar esta situación de crisis y represión política, por ejemplo Simón de Diego Vicentini (nominada a la 38.ª edición de los Premios Goya en la categoría de mejor película iberoamericana) y Yo y las bestias de Nico Manzano. Otros autores venezolanos han logrado importantes reconocimiento llevando a cabo películas extranjeras, como son los casos de Claudia Pinto Emperador con Mientras seas tú (ganadora en la 38.ª edición de los Premios Goya en la categoría de mejor documental), Patricia Ortega con Mamacruz (con una nominación al Goya), o Alejandro Rojas y Juan Sebastián Vásquez con Upon entry (tres nominaciones al Goya).

## Organizaciones

### Instituciones y gremios
Las instituciones y gremios más importantes del país son los siguientes.
- El Centro Nacional Autónomo de Cinematografía es el ente rector de las políticas públicas cinematográficas.
- La Asociación Nacional de Autores Cinematográficos es el principal gremio de cineastas del país.
- La Cámara Venezolana de Productores de Largometrajes, el principal gremio de productores.
- La Cinemateca Nacional, que dispone de una red de exhibición, organiza talleres y publica libros y DVD relacionados con el cine venezolano y mundial.

### Casas productoras
Las casas de producción en cine más grandes del país son las siguientes:
- Laboratorios Nacionales de Cinematografia
- Estudios Cinematográficos Lara
- Maracay Films
- Condor Films
- 'Tonofilm
- Estudios Avila
- Bolívar Films
- Unidad Filmica Shell
- Unidad Filmica Creole
- Cinesa Soluciones Audiovisuales
- La Faena Films
- La Villa del Cine
- Cinema Sur
- Alfa Films
- La Movida Films
- Guakamaya Films
- Primeras Voces
- KINOKI
- Tiuna Films
- Tres Venezuela
- Pa' Los Panas Producciones

### Distribución
Las principales empresas de distribución en Venezuela son:
- Blancica
- Cines Unidos
- Disney de Venezuela
- Amazonia Films

### Exhibición
Más del 90% de las salas de exhibición del país se encuentran repartidas en dos circuitos comerciales:
- Cinex
- Cines Unidos

Además, existen circuitos alternativos de exhibición:
- Circuito Gran Cine.
- La Red de Salas Alternativas de la Cinemateca Nacional.
- SuperCines

### Nuevos canales de exhibición dedicados exclusivamente al cine venezolano
Impulsado por las nuevas tecnologías, son comunes las plataformas para ver películas en línea, en modalidad PPV (pay per view). El cine venezolano no se queda atrás. En septiembre de 2020 nace CineMestizo, una plataforma web dedicada exclusivamente al cine venezolano. Con un catálogo de más de 50 películas siempre en crecimiento, es una opción interesante que apoya al cine venezolano. Es una manera en que todo cineasta venezolano puede usar para exhibir sus películas. Se dice incluso que CineMestizo puede servir como archivo del cine nacional.

## Festivales y premios
En Venezuela, los festivales han sido muy regulares, los más destacados e importantes son:
- Festival del Cortometraje Nacional "Manuel Trujillo Durán": Se celebra bianualmente en la ciudad de Maracaibo, desde el año 1981 en el estado Zulia.
- Festival de Cortos Estudiantiles de Caracas VIART: Creado en 1991, y ya con 15 ediciones (hasta 2011) era un punto de referencia del cine joven de Venezuela y de toda Latinoamérica. Dentro del festival se realizan talleres con talentos internacionales totalmente gratuitos, charlas, proyecciones y el concurso con buenos premios.
- Festival Nacional de Cortometrajes de Barquisimeto: Se inicia en el año 2004, rindiendo homenaje cada año a una personalidad del cine venezolano.
- Festival del Cine Venezolano: Desde el 2001, en la ciudad de Mérida se congregan los largometrajes que cada año viene produciendo el país de forma ascendente. En 1987 se realizó la quinta y última edición de este festival en Caracas, pero en el 1950 la Fundación para el Desarrollo de las Artes y la Cultura (FUNDEARC) le dio impulso al Festival del Cine Venezolano, cuya intención original fue hacerlo cada dos años, pero como la creación de largometrajes en Venezuela parece en aumento, se han realizado ediciones anuales, por lo que en el 2011 se celebró el 7.º.
- Festival de Cine Latinoamericano y del Caribe: Se celebra desde 2009 en la Isla de Margarita, y convoca no solo a realizadores Venezolanos, sino a operaprimistas latinoamericanos y del Caribe. En su muestra también se incluyen cortometrajes y cine comunal, además de otras actividades artísticas que no se limitan a lo cinematográfico.
- Festival de Espiritualidad en el Cine Venezolano FESCIVE: Se inició en el año 2011 en Ciudad Guayana (Edo. Bolívar), buscando resaltar los valores del venezolano. Allí se entregó por primera vez en Venezuela el premio SIGNIS junto con los premios propios del Festival, dándole una índole internacional al FESCIVE.
- Festival de Cine "Entre Largos y Cortos de Oriente" ELCO: Surge en la Ciudad de Puerto La Cruz, buscando la oportunidad de mostrar al público los trabajos cinematográficos realizados en el oriente del país. Se realizó la primera edición en el 2011.
- Festival Internacional de Cortos de Caracas. Chorts
- Festival Internacional de Cine y Audiovisual Infantil y Juvenil FICAIJ: Se desarrolla desde 2010 en la ciudad de Mérida como espacio de exhibición de obras audiovisuales (cortos y largometrajes) dirigidas a niños y adolescentes (o realizadas por ellos); espacio de encuentro para realizadores, cultores, docentes e interesados en el tema de la producción audiovisual infantil, así como también para la formación audiovisual y el entretenimiento familiar.
- Festival Internacional de filme y vídeo de Maracay (Maracay International film & Video Festival)
- Festival Internacional de Cortometrajes Independientes "El dia se hace corto"
- Festival de cine de la mujer Marialionza
- Festival Internacional de los Cinco Continentes (Five Continents International Film Festival)
- Festival Internacional de Cine de Le Prince (Le Prince International Film Festival): Creado en 2018, cuenta ya con cuatro ediciones se destaca por ser un festival independiente dedicado exclusivamente a la competición de cortometrajes.
- Festival de Cine Comunitario E Independiente De Aragua Y Carabobo ARACA. Fundado desde el año 2013, nació con la finalidad de ofrecer ventanas de exhibición para dar a conocer al público en general las producciones cinematográficas logradas desde el esfuerzo Independiente por cineastas de los estados Aragua y Carabobo, para reconocer su esfuerzo y motivar su continuación, así como, consolidar un punto de encuentro para todas las y los realizadores cinematográficos comunitarios e independientes y así fomentar el desarrollo de proyectos audiovisuales susceptibles a la coyuntura política y social que vive el país.
- Festival de Cine Independiente Valencia 2023. Desde la Ciudad De Valencia del Estado Carabobo en el centro de Venezuela, se realiza este Festival de Cine con ocho nominaciones impulsado por la Alcaldía de Valencia en nombre de su Alcalde Julio Fuenmayor, la sede principal de este Festival es El Teatro Municipal de Valencia, presidido por Juan José Piñero.
- Habitar el Cine, Festival Internacional de Cine Contemporáneo de Caracas, es un evento anual que busca conectar a las distintas audiencias de la ciudad y el país, con las mejores películas de corte artístico nacionales e internacionales. El Festival celebra y promueve la pluralidad de la creación cinematográfica, apostando por nutridos programas, actividades, eventos especiales, charlas y conversatorios, que determinan el puente entre la obra, el autor y la audiencia. Este evento no es un encuentro competitivo, en cambio, está ideado para ver, profundizar y disfrutar el cine de una manera sana, alejada de lo atractivo del mercado, y más cercano al público, a los realizadores, a los hallazgos y a las emociones.

De igual forma, existen algunos premios que buscan el reconocimiento a la excelencia en la realización cinematográfica. Los cuatro más importantes son:
- Academia de Ciencias y Artes Cinematográficas de Venezuela (ACACV) fundada desde 2017 con la finalidad de reconocer los trabajos más sobresalientes del séptimo arte venezolano. En 2018 entregó sus primeros premios. Premios ACACV.

- El Premio Nacional de Cine, entregado por el Ministerio del Poder Popular para la Cultura, para premiar la destacada trayectoria de una personalidad ligada al cine venezolano.

- Los Premios ANAC, entregados por la Asociación Nacional de Autores Cinematográficos, principal gremio de realizadores del país.

- Premios de la Academia de Ciencias y Artes Cinematográficas de Venezuela

- Premio Municipal de Cine, El Premio Municipal de Cine, entregado por la Comisión Permanente de Educación y Cultura del Municipio Libertador de Caracas.

- Concurso Fare Cinema, promovido por el Ministerio italiano de Relaciones Exteriores y de Cooperación Internacional, el certamen se propone valorizar la industria del cine en el mundo, bajo la organización de la Embajada de Italia en Caracas, el Consulado General de Italia en Caracas, el Consulado de Italia en Maracaibo, el Instituto Italiano de Cultura de Caracas, el COM.IT.ES, la Cámara de Comercio Venezolano-Italiana (CAVENIT), la Società Dante Alighieri de Maracay y el Trasnocho Cultural.

### Festivales y muestras de cine venezolano en el Exterior
- El Festival de cine venezolano en New York (The Venezuelan Film Festival in New York)
- Cinema Venezuela Miami
- El Festival de cine venezolano en París (Festival du Cinéma Vénézuélien en France)

- Festival de Cine Venezolano en Alemania (Festival Venezuela im Film)  Archivado el 22 de abril de 2020 en Wayback Machine.

- La Muestra Del Nuevo Cine Venezolano en Vigo, España.  Archivado el 15 de octubre de 2020 en Wayback Machine.

- Festival de Cine Venezolano de Buenos Aires

- Festival de Cine Venezolano de Santiago de Chile  Archivado el 18 de mayo de 2018 en Wayback Machine.

- Muestras de cine venezolano de embajadas y consulados venezolanas de varios países: Brasil  Archivado el 18 de mayo de 2018 en Wayback Machine. , Ecuador , Grecia

## Escuelas de Cine

### Educación superior
En Venezuela existen pocas escuelas especializadas en la enseñanza audiovisual a nivel universitario: la Escuela Nacional de Medios Audiovisuales, la cual fue creada el 15 de diciembre de 1995 y funciona en la ciudad de Mérida, en la Universidad de Los Andes siendo esta la primera licenciatura en Medios Audiovisuales, la Escuela Nacional de Cine creada en 2009, que funciona en Caracas bajo el auspicio de la Universidad Central de Venezuela y Bolívar Films. Desde 2010, la UNEARTE. ofrece el PNF en Artes Audiovisuales,  licenciatura con distintas menciones cinematográficas. También existe la Escuela de Cine y Televisión de Caracas y Escuela de cine Sergio Antillano en el estado Zulia.
En todo el resto del territorio nacional, existen carreras universitarias que si bien no tratan exclusivamente esta área, pueden llegar a presentar ciclos o menciones que permiten a los estudiantes desarrollarse en el campo audiovisual. Algunas de estas son:
- Universidad Central de Venezuela (Escuela de Artes Mención Cinematografía y Escuela de Comunicación Social)
- Universidad Católica Andrés Bello (Escuela de Comunicación Social, mención Artes Audiovisuales)
- Universidad Santa María (Escuela de Comunicación Social, mención Periodismo Audiovisual)
- Universidad del Zulia (Escuela de Artes Escénicas y Audiovisuales, Escuela de Comunicación Social)
- Universidad Rafael Belloso Chacín(Escuela de Comunicación Social, mención Audiovisual)
- Universidad Bicentenaria de Aragua (Escuela de Comunicación Social, mención Audiovisual).
- Universidad Bolivariana de Venezuela (Escuela de Comunicación Social)
- Universidad Católica Santa Rosa (Escuela de Comunicación Social, mención Audiovisual)
- Universidad Fermín Toro (Escuela de Comunicación Social)
- Universidad de los Andes (Escuela de Medios Audiovisuales)
- Universidad Católica Cecilio Acosta (Escuela de Comunicación Social y T.S.U en Artes Audiovisuales)
- Universidad Arturo Michelena (Escuela de Comunicación Social, Mención Audiovisual)
- Instituto Universitario de Tecnología Industrial Rodolfo Loero Arismendi (IUTIRLA, Ciencias Audiovisuales y Fotografía, escuela de Cine, Radio, TV y Fotografía)
- Universidad Nacional Experimental Francisco de Miranda (UNEFM) T.S.U. en Artes Audiovisuales y Radiofónicas
- Universidad Nacional Experimental de las Artes (UNEARTE) Lic. en Artes Audiovisuales menciones varias : Dirección, Producción, Cinematografía, Montaje, Dirección de Arte, Sonido, Guion.
- Universidad Audiovisual de Venezuela (UAV) TSU y Licenciatura en: Dirección de arte, Producción Audiovisual, Artes Audiovisuales, Ingeniería, Maestría en Animación y de Archivo Digital, Otras Carreras Talleres de Especialización.